# Tren Ligero de Adís Abeba
El Tren Ligero de Adís Abeba (Amhárico: የአዲስ አበባ ቀላል ባቡር) es un sistema de metro ligero que consta de dos líneas en Adís Abeba, Etiopía.
La primera línea, de 17 kilómetros, que conecta el centro con las zonas industriales del sur de la ciudad, fue inaugurada el 20 de septiembre de 2015, mientras que la segunda línea, que discurre de este a oeste, fue inaugurada el 9 de noviembre de 2015. La extensión total de ambas líneas alcanza los 31,6 kilómetros y los trenes alcanzan los 70 km/h de velocidad máxima. El sistema es operado por la compañía china Shenzhen Metro Group.

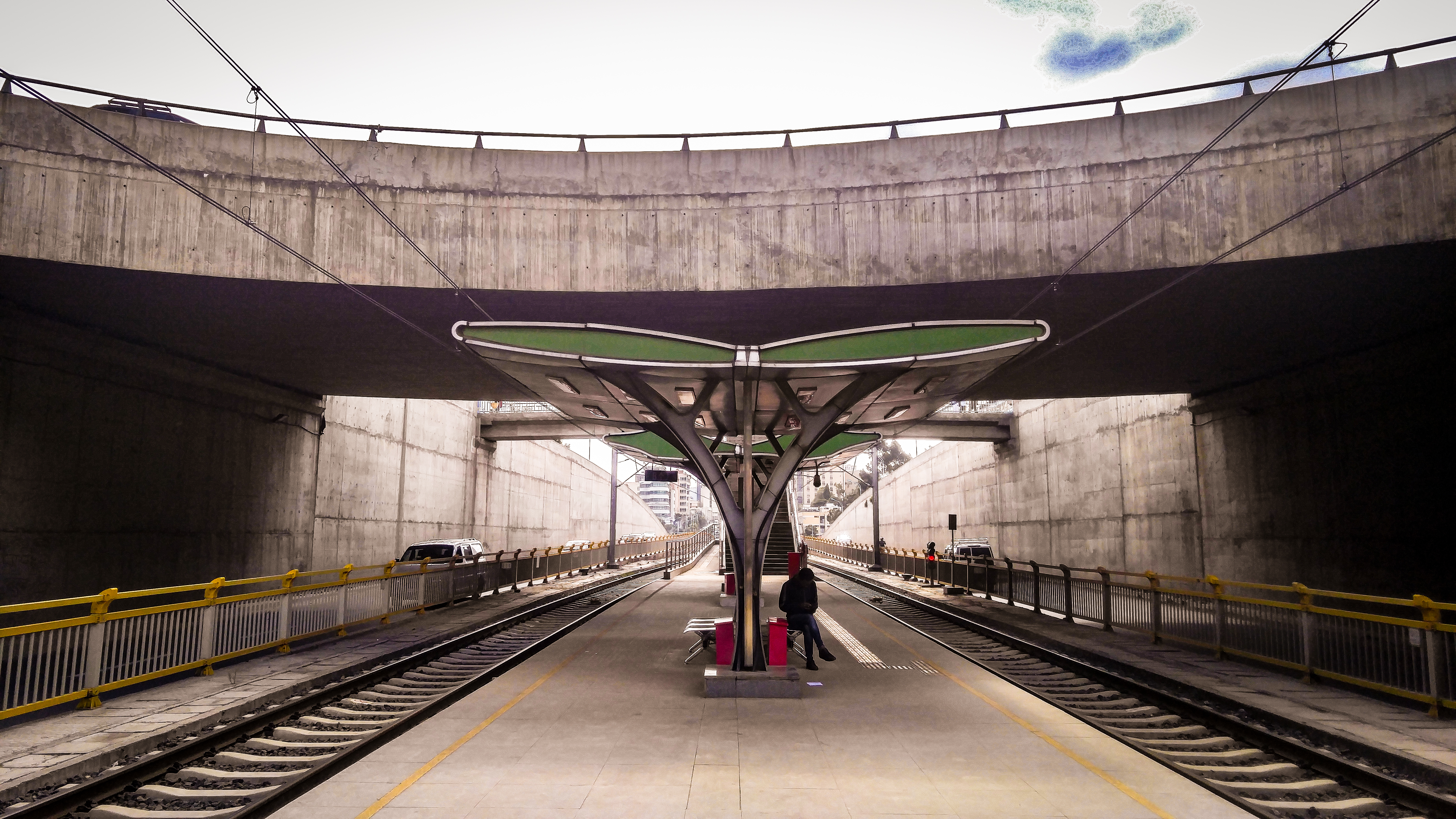
Estación Urael

## Futura expansión
Existen planes para extender el recorrido en las cuatro direcciones. De acuerdo a Getache Betru, CEO de Ethiopian Railway Corporation, el gobierno central indicó que cualquier nueva línea que se construya tendrá que ser completamente por paso a desnivel. Además de la extensión de las líneas ya existentes, dos nuevas líneas están siendo consideradas a mediano plazo. La primera empezaría en la Catedral de St.George, pasando junto a la plaza México hasta las inmediaciones de la central de la Unión Africana, terminando en Lebu, conectando con la línea férrea Adís Abeba-Yibuti. La segunda línea comenzará en Meganagna y pasará vía el Aeropuerto de Bole, el área de Wello Sefer, el área del mercado de Saris y el área de Jommo, terminando en Lebu